# 百人斩比赛

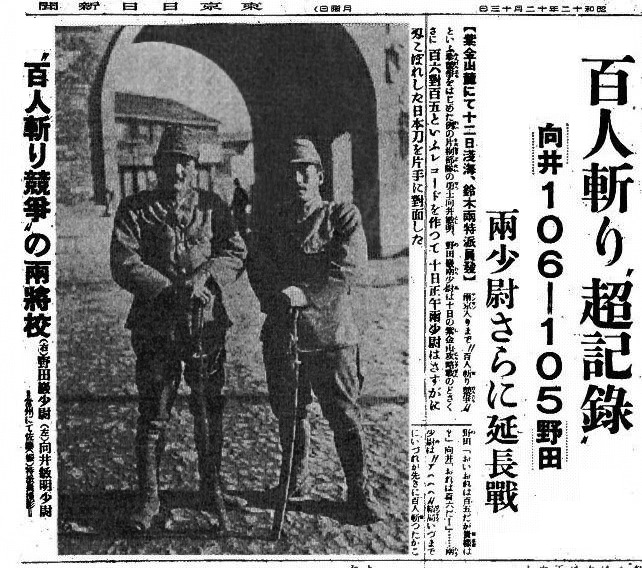
1937年12月13日，《東京日日新聞》有關殺人競賽的報導标题为：“百人斩，大接战，勇壮向井、野田两少尉”，“百人斩，超纪录，向井106——野田105，两少尉再延长战”，照片中從右起為野田毅少尉與向井敏明少尉

百人斬比賽是1937年11月至12月，日本侵華戰爭中，日本軍自上海進攻南京途中，攻占、屠殺南京前，两名少尉軍官向井敏明與野田毅以日本刀斬殺100個中國人的比賽。根據日本報紙《东京日日新闻》1937年的報導，野田毅稱二人「都不砍逃跑的人」。野田毅斬殺了105人，向井敏明斬殺了106人。因不確定誰先殺到100人，胜负难分，二人決定再比一次，斬殺150人。類似事件包括日本军第6师团上尉田中军吉宣稱一人斬下300個頭顱。
1945年，日本投降後，參與遠東國際軍事法庭對日本戰犯審判的中國代表高文彬在已被盟军封存的日军档案中無意間發現了“百人斩”的報導，通知南京國民政府。1947年9月2日，向井敏明、野田毅被盟軍最高司令官總司令部（GHQ）逮捕，後引渡至中華民國。1947年12月4日，中國國民政府的國防部審判戰犯軍事法庭判處二人死刑，認定二人連續屠戮俘虜及平民，爲南京大屠殺共犯，違反海牙陸戰規則及戰時俘虜待遇公約，構成戰爭罪及違反人道罪。1948年1月28日，於南京中华门外雨花台刑场處決。
1971年12月，志志目彰撰文稱，野田毅於1939年返回日本時告訴志志目彰，野田毅在「實際突擊中殺的只有四、五人」，更多的是斬殺投降的中國軍人，而「得到『百人斬』的評價」，「以『刀劈百人』出了名」。
2003年4月，二人遺屬於東京起訴報導百人斬的媒體毀謗名譽，認爲無法以軍刀斬殺100人，百人斬一事爲虛構、杜撰，初審、二審皆敗訴。2006年12月22日，日本最高法院驳回上訴，全案確定。

## 事件沿革

### 1937年報導
1937年11月30日至12月13日，日军第16师团步兵19旅团第9联队第3大队的两名少尉军官向井敏明、野田毅，在从上海向南京进攻途中，在无锡横林镇、常州车站、丹阳奔牛镇、吕城镇、陵口镇、句容县城、南京紫金山等地，用刀斬殺百餘中國人。《东京日日新闻》（即今《每日新闻》）连续刊登该报四名随军记者浅海、光本、安田、铃木分别从中国江苏省常州、丹阳、句容、南京等地发回的现场報導，详细記敘事件经过。根據大阪国立图书馆保存的資料，《东京日日新闻》、《大阪日日新闻》、《大阪朝日新闻》等许多报纸都刊发了對百人斩的報導。
1937年11月30日，《东京日日新闻》首次報導了向井敏明、野田毅進行百人斩竞赛的消息：
百人斩竞争！两少尉，很快已经达到80人
［廿九日浅海、光本、安田特派员发于常州］用了六日时间踏破常熟、无锡间四十公里的○○部队在同一距离的无锡、常州之间也只用了三日时间就快速突破了。真正的神速，快攻。在最前线的片桐部队裏有两名青年将校发起「百人斩竞争」。在从无锡出发后很快就一人斩了五十六人，另一人斩了二十五人。一人是富山部队向井敏明少尉（二十六岁）＝山口县玖珂郡神代村籍贯。另一人是同部队的野田毅少尉（二十五岁）＝鹿儿岛县肝属郡田代村籍贯。在剑道三段向井少尉腰间的是一把名为「関の孫六」的名刀，野田少尉的刀虽无名但却是一把祖上传下的宝刀。
在向无锡进发后向井少尉随着二十六、七公里的铁道线做大移动，野田少尉沿着铁道线前进。两个人暂时分开，在出发后的第二天早上野田少尉在距无锡八公里的无名村处冲进敌人的碉堡斩了4名敌人先扬威名。听到了这个消息后向井少尉奋然而起，在当天晚上冲进横林镇的敌阵和部下一起斩了五十五名。
在这以后野田少尉在横林镇九名，威关镇六名、廿九日常州车站六名、合計斩了二十五名、向井少尉在这之后常州车站附近斩了四名。记者等在到车站的时候看到他们两人在站头会面的光景。
- 向井少尉：照这么下去别说去南京了，到丹阳的时候我就可能斩了100名左右了，是野田的失败呀，我的刀砍了五十六人只有一个缺口。

- 野田少尉：我们两人都不砍逃跑的人，我又是个○官所以成绩上不去，到丹阳之前一定创下大记录给你看。

——《东京日日新闻》，1937年11月30日，日报，第1报
「○○部队」似为中岛师团，第16师团。「○官」爲副官。报導用○替去原字，以免泄露军情。
1937年12月13日，《东京日日新闻》刊登的報導：
百人斬超紀錄，向井 106－105 野田，兩少尉延長戰
[十二日淺海、鈴木兩特派員發於紫金山麓]以南京為目標的“百人斬競賽”這樣少見競爭的參與者片桐部隊的勇士向井敏明、野田毅兩少尉，在十日的紫金山攻略戰中的對戰成績為一百零六對一百零五。十日中午，兩個少尉拿著刀刃殘缺不全的日本刀見面了。
- 野田：“喂，我斬了一百零五了，你呢？”

- 向井：“我一百零六了！”

- ……兩少尉：“啊哈哈哈……”

結果是誰先砍了一百人都不去問了,“算作平手遊戲吧，再重新砍一百五十人怎么樣”。兩人的意見一致了，十一日起，一百五十人斬的競爭就要開始了。十一日中午在接近中山陵的紫金山追殺殘兵敗將的向井少尉談了“百人斬平手遊戲”的結局：
- 不知不觉双方都超过了100人是很愉快的事。我的关孙六刀刀刃的缺口，是因为把一个家伙连钢盔一起劈成两半造成的。等战斗结束后已经说好将这把刀送给你们报社了。十一日凌晨三点友军的奇袭迫出紫金山的残敌时，我也被逼出来直挺挺站在弹雨中扛着刀大叫“阎王哟”，尽管这样还是没有被子弹击中。这也是我这把孙六刀的功劳。

并向记者展示了在飞来的敌弹中，饱吸了一百零六人鲜血的孙六刀。
——《東京日日新聞》，1937年12月13日，日報，第4報

### 1947年判决
1947年12月4日南京审判战犯军事法庭对向井、野田两战犯的判决：
|  | 被告向井敏明、野田毅，系南京大屠杀之共犯，按被告等连续屠杀俘虏及非战斗人员，系违反海牙陆战规则，及战时俘虏待遇公约，应构成战争罪，及违反人道罪。其以屠戮平民，以为武功，并以杀人作竞赛娱乐，可谓穷凶极恶，蛮悍无与伦比，实为人类蟊贼、文明公敌，非予尽法严惩，将何以肃纪纲而维正义。 |

### 1971年報導
《朝日新聞》記者本多勝一於1971年多次赴中國實地調查，完成報導《中國之旅》，並於當年8月至12月在《朝日新聞》上連載。這篇報導記錄了南京大屠殺及「百人斬」等屠殺事件。

#### 《中国》月刊報導
1971年任职于中央劳保组织推进部的志志目彰（日语：志々目 彰）在《中国》月刊1971年12月號的文章中回顾，百人斩报道刊登出来的一年又四个月后，野田回到故乡鹿兒島師範學校附屬國小时，曾经直接对他说过：
乡土出身的勇士啦，百人斩竞赛的勇士啦，报上写的都是我。……实际突击中杀的只有四、五人，……对着占领了的敌人的战壕，“你来，你来”叫着，支那兵都是傻瓜，渐渐的都出来过来了。让他们排着，然后左一个，右一个斩……得到“百人斩”的评价，实际几乎都是这样斩的，我們的行為並沒有那么“勇武”，卻以“刀劈百人”而出了名。————《中国》月刊1971年12月号
大屠杀虚构派人士据此认为，野田为了所谓“大勇武”而进行杀人比赛是虚构的，他所聲稱的與實際斬殺的數目不相同。大屠杀实证派人士则据此认为，杀俘虏以达到百人更符合真实情况，说明杀人比赛是真实的；而且就算殺人數高估，他的後半段言論证明杀人比赛并不是在战争行为中杀死敌军士兵，而是杀死已经投降的战俘，更加有违伦理。

## 當代爭議
侵华日军南京大屠杀遇难同胞纪念馆館長朱成山稱：“‘百人斩杀人比赛’的实质，并不在于用一把刀还是几把刀，或是刀枪并用，杀死了100多位中国人，而是在罪恶的侵略战争中，以虐杀俘虏与平民为乐，并惨无人道地进行比赛。这种罪恶行径充分暴露侵略者的本质，理所当然受到正义的谴责。”

### “百人斩”物证
参与此杀人竞赛的日军使用的部分日本军刀有名称：向井（宣稱杀害106人）使用的军刀是“关之孫六”，野田（宣稱杀害105人）使用的是家传军刀，田中军吉（據傳杀害300人）使用的是“助广”。另外目前在台北的国军历史文物馆中陈列有刀柄上镶嵌的铜块上面用日文刻写头版“南京之役杀107人”字样的一把军刀，有观点认为这把军刀不是那三把军刀之一，留日學者李茂生對此軍刀的是否能作為物證表示存疑，因“南京之役杀107人”字样與战前日語文法（军用物资标示以片假名为主）不符合，同時該把军刀為98式军刀，但此刀在百人斩比赛中還沒生產，该型刀實際于1938年才發放，所以並非那三把軍刀，應該是之後的作戰中繳獲的普通刀而後根據耳聞製作的展示用文物。

#### 日本刀的物理局限问题
大屠杀虚构派人士山本七平等人提出，“日本刀的消耗非常快，在实际的战斗中，用了一次，就几乎成了废品”，已经“不被作为战场
的兵器使用”，而几乎是作为“仪仗”使用，是“工艺美术品”。大屠杀实证派人士则引用任日本刀剑博物馆副馆长佐藤寒山在《日本刀概说》的见解，认为“日本刀的特色被公认为实用是因为（1）不会折断，（2）不会弯曲，（3）而且特别锐利”，而尽管明治维新后曾有“废刀令”，日本刀一时成了“无用的长物”，但昭和之后又出现了所谓（军刀高潮/軍刀boom），并在中日战争爆发后达到最盛。 同時日本的規定亦有提及，1945年戰爭結束后，“武器制造禁止令”明确规定禁止制造日本刀。1950年后，日本“文化财保护委员会”作为“传统文化”重新允许制造日本刀，并有前提的向工艺品转化，不會生產成戰鬥用的鋼材，才會有日本右翼宣稱日本刀無法承受多次劈砍的說法。因此1937年當下使用战前时代的日本刀是以95式軍刀規格製作，與槍械並用斩殺，就算沒有百人數十人也是可能的。

### 日军遗属的起诉
2003年4月，向井敏明、野田毅的遗属向井（田所）千惠子、野田马萨等人於日本东京地方法院起诉，控告《朝日新闻》、《毎日新聞》、柏書房、本多勝一等對百人斬的報導構成毀謗名譽，認爲一把日本军刀砍一个人或几个人就会卷刃，不可能连续砍一百多人。原報導是根據戰地上「開玩笑」而編撰的。根據原報導，二人只是正常受命令作戰，而進行白刃戰，並無殺害平民、非武裝人員的記述。
2005年8月23日，日本东京地方法院宣判不支持原告诉讼，驳回原告的赔偿请求，理由是無法證明百人斬比賽是根據戰地上「開玩笑」而編撰的。原告上訴至日本東京高等法院。
2006年5月24日，日本東京高等法院二審駁回原告的上訴要求。原告上訴至最高法院。2006年12月22日，日本最高法院駁回向井千惠子等人的上訴要求，確定原告敗訴。

### 引用
1. 1 2 3 4  徐机玲; 蔡玉高; 杨维汉. 康宁 , 编. . 新华网. 2005-08-11. （原始内容存档于2013-04-28）.
2. ↑  志志目彰. . 《中国》. 1971年12月（昭和46年）.  引自本多勝一. . 《南京への道》 第4次印刷版 (東京: 朝日新聞社). 1987-04-30. p. 130. 引自程兆奇.  (PDF). 《江苏社会科学》. 2002, (6)  [2013-07-04]. （原始内容 (PDF)存档于2011-07-03）.
3. 1 2  程兆奇.  (PDF). 《江苏社会科学》. 2002, (6)  [2013-07-04]. （原始内容 (PDF)存档于2011-07-03）.
4. ↑  楊德宜. . 聯合新聞網. 2017-08-19. （原始内容存档于2017-08-19）.
5. ↑  陈岚. . 现代快报. 2003-09-18  [2023-06-10]. （原始内容存档于2023-06-09）.
6. ↑  佐藤寒山. . : 第239页.
7. ↑  . BBC News 中文. 2005-08-23  [2006-05-27]. （原始内容存档于2016-03-08）.

## 外部連結
- 张慎思. . BBC News 中文. 2005-09-02  [2023-06-10]. （原始内容存档于2016-03-07）.
- 鳥飼行博. . （原始内容存档于2013-05-01） （日语）.